# Mellor Hillfort

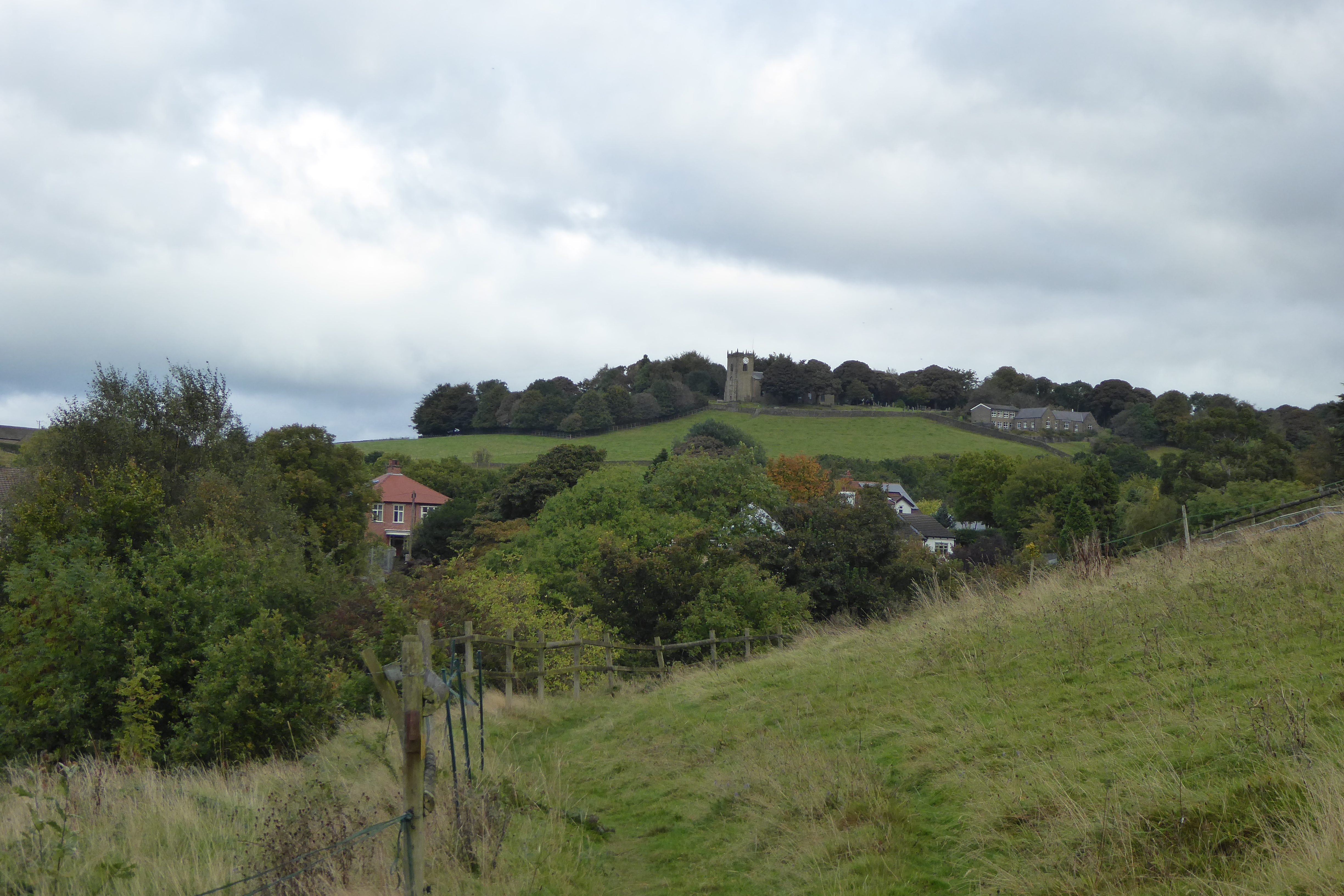
St Thomas’ Church auf Mellor Hillfort

Mellor Hillfort ist eine prähistorische Stätte in Nordwestengland auf einem Hügel in Mellor, Greater Manchester, am westlichen Rand des Peak-District-Nationalparks.

## Geschichte
Kennzeichnend ist der Mellor Hillfort Wall als wesentlicher erhaltener Bestandteil der ehemaligen Einhegung aus der Eisenzeit (British Iron Age).
Die Umwallung bestand aus dem Wall als solchem mit darin eingearbeiteten Holzstämmen. Die Größe der Wallanlagen mit Rundhäusern lässt vermuten, dass sie als Fluchtburg dienten.
Die rund ein Hektar große Siedlung wurde auch in der Römerzeit bewohnt. Wahrscheinlich wurde die Siedlung im 4. Jahrhundert aufgegeben. Bis zur Wiederentdeckung in den 1990er Jahren war der Ort in Vergessenheit geraten. Die archäologischen Ausgrabungen, die seit 1998 durchgeführt wurden, werden vom Stockport Metropolitan Borough Council und mit Zuschüssen vom Heritage Lottery Fund finanziert.
Die gefundenen Artefakte, wie eine 4000 Jahre alte Bernsteinkette aus der Bronzezeit, deuten darauf hin, dass seine Bewohner an dem Fernhandel beteiligt waren. Die Ausgrabungen wurden durch das archäologische Team der University of Manchester durchgeführt. Das Rundhaus wurde als Replica im Jahre 2002 von Studenten des Ridge Danyers Sixth Form College nachgebaut und befindet sich heute an der Fundstelle.
Viele der Artefakte, die in Mellor Hillfort bei den Ausgrabungen entdeckt wurden, befinden sich in der ständigen Ausstellung im Stockport Museum.